# Étoile de Bessèges 2006
Der 36. Étoile de Bessèges fand vom 1. bis 5. Februar 2006 statt. Das Radrennen wurde in fünf Etappen über eine Distanz von 714 Kilometern ausgetragen. Es ist Teil der UCI Europe Tour 2006 und dort in die Kategorie 2.1 eingestuft.

## Etappen
| Etappe    | Tag        | Start – Ziel                             | km  | Etappensieger      | Führender        |
| --------- | ---------- | ---------------------------------------- | --- | ------------------ | ---------------- |
| 1. Etappe | 1. Februar | Marseille – Marseille                    | 126 | Frederik Willems   | Frederik Willems |
| 2. Etappe | 2. Februar | Nîmes – Saint-Ambroix                    | 149 | Jaan Kirsipuu      | Frederik Willems |
| 3. Etappe | 3. Februar | Château de Portes – Les Salles-du-Gardon | 140 | Eric Leblacher     | Frederik Willems |
| 4. Etappe | 4. Februar | Les Fumades – Les Fumades                | 151 | Stéphane Petilleau | Frederik Willems |
| 5. Etappe | 5. Februar | Gagnières – Bessèges                     | 148 | Jaan Kirsipuu      | Frederik Willems |